# Sapheosaurus
Il safeosauro (gen. Sapheosaurus) è un rettile estinto appartenente ai rincocefali. Visse nel Giurassico superiore (circa 150 milioni di anni fa) e i suoi resti sono stati ritrovati in Europa. 

## Descrizione
Le dimensioni di questo animale erano piuttosto modeste (lunghezza circa 50 centimetri) e l'aspetto doveva essere piuttosto simile a quello di una tozza lucertola. Il cranio del safeosauro, però, era piuttosto particolare: al contrario di quello dei suoi simili (i rincocefali) dotati di denti che si originavano direttamente dalle ossa delle mascelle, il cranio di questo rettile era del tutto sprovvisto di un qualsiasi tipo di dentatura, e il margine dell'osso mandibolare era insolitamente liscio.

## Classificazione
Il safeosauro è considerato uno dei parenti più prossimi dell'attuale tuatara (gen. Sphenodon), l'unico sopravvissuto di un gruppo di rettili diapsidi noti come rincocefali, che ebbero un discreto successo evolutivo nel corso del Mesozoico. Rispetto al tuatara, il safeosauro era di piccole dimensioni e possedeva alcune specializzazioni uniche, come la mancanza di denti. 

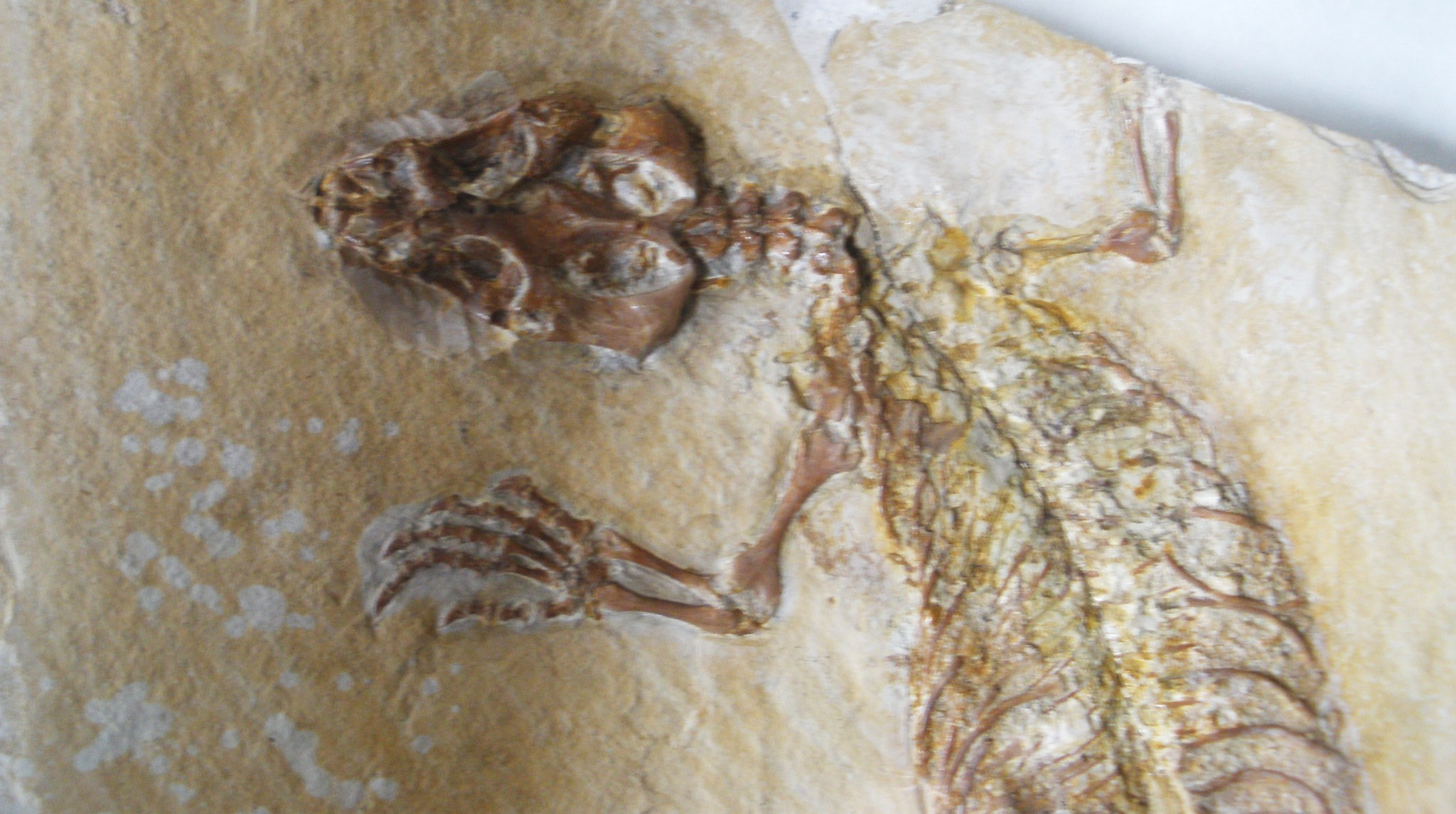
Scheletro di Sapheosaurus laticeps

Sapheosaurus venne descritto inizialmente sulla base di fossili ritrovati nel giacimento di Čerín, in Francia, e la specie tipo è Sapheosaurus thiollierei, descritta per la prima volta da Hermann von Meyer nel 1850. Due anni dopo venne descritto un altro rettile simile proveniente dal giacimento di Solnhofen, in Germania, con il nome di Piocormus laticeps. Successivamente vennero riscontrate numerose somiglianze tra le due forme, sufficienti a considerate il genere Piocormus un sinonimo junior di Sapheosaurus; la specie tedesca, quindi, è nota come Sapheosaurus laticeps. Le due specie differiscono fra loro per alcune caratteristiche: S. laticeps è leggermente più piccolo di S. thiollierei e possiede più vertebre (26 vertebre presacrali contro 22). Vi sono differenze anche nella lunghezza degli arti.
Un possibile parente di questo animale è Ankylosphenodon pachyostosus, rinvenuto in Messico.

## Stile di vita
Alcune caratteristiche dello scheletro hanno fatto ipotizzare che il safeosauro potesse essere un animale parzialmente acquatico. Il muso corto e privo di denti, inoltre, presuppone una dieta a base di piante.